# Monte San Giusto
Monte San Giusto là một đô thị ở tỉnh Macerata ở vùng Marche, có vị trí cách khoảng 45 km về phía nam của Ancona và khoảng 14 km về phía đông nam của Macerata. Tại thời điểm ngày 31 tháng 12 năm 2004, đô thị này có dân số 7.579 người và diện tích là 20 km².
Đô thị Monte San Giusto có các frazione (các đơn vị trực thuộc) Villa San Filippo.
Monte San Giusto giáp các đô thị: Corridonia, Monte San Pietrangeli, Montegranaro, Morrovalle.